# Svinjarevo (Kiseljak)
Svinjarevo es un pueblo ubicado en el municipio de Kiseljak, en el cantón de Bosnia Central, Bosnia y Herzegovina.

## Superficie
Cuenta con una superficie de 1,15 kilómetros cuadrados.

## Demografía
Hasta 2013 la población era de 242 habitantes, con una densidad de población de 210,2 habitantes por kilómetro cuadrado.
| Gráfica de evolución demográfica de Svinjarevo entre 1961 y 2013                   |
|                                                                                    |
| Datos según Population statistics of Eastern Europe & former USSR y Statistika.ba. |